# NWA Hard Times
NWA Hard Times es un evento anual de lucha libre profesional organizado por National Wrestling Alliance. Este evento fue incorporado a la programación de PPVs de la NWA para el mes de enero en 2020 y diciembre en 2021 en donde se regresará. 
Durante el 15 de diciembre de 2019, en el evento pago por visión Into the Fire, la National Wrestling Alliance (NWA) anunció que su próximo PPV se celebraría el 24 de enero de 2020 y se llamaría Hard Times. Al mismo tiempo, la NWA anunció que traería de vuelta el Campeonato Mundial Televisivo de la NWA con un nuevo campeón coronado en ese mismo evento.

## Resultados

### 2020
Hard Times tuvo lugar el 24 de enero de 2020 desde el GPB Studios en Atlanta, Georgia. Este fue el primer evento pago por visión de la NWA en el 2020.
- Trevor Murdoch derrotó a Question Mark (con Aron Stevens) y avanzó a las semifinales por el Campeonato Mundial Televisivo de la NWA.
  - Murdoch cubrió a Mark después de un «Running Bulldog».
- Dan Maff derrotó a Zicky Dice y avanzó a las semifinales por el Campeonato Mundial Televisivo de la NWA.
  - Maff cubrió a Dice después de un «Burning Hammer».
- Ricky Starks derrotó a Matt Cross y avanzó a las semifinales por el Campeonato Mundial Televisivo de la NWA.
  - Starks cubrió a Cross después de un «Stroke».
- Eli Drake & James Storm derrotaron a The Rock 'N Roll Express (Ricky Morton & Robert Gibson) y The Wild Cards (Thomas Latimer & Royce Isaacs) y ganaron el Campeonato Mundial en Parejas de la NWA.
  - Drake cubrió a Gibson después de un «Gravity Train».
- Thunder Rosa derrotó a Allysin Kay y ganó el Campeonato Mundial Femenino de la NWA.
  - Rosa cubrió a Kay después de un «Fire Thunder Driver».
  - Después de la lucha, Marti Belle y Melina celebraron con Rosa.
- Trevor Murdoch derrotó a Dan Maff y avanzó a la final por el Campeonato Mundial Televisivo de la NWA.
  - Murdoch cubrió a Mark después de un «Running Bulldog».
- Ricky Starks derrotó a Tim Storm y avanzó a la final por el Campeonato Mundial Televisivo de la NWA.
  - Starks cubrió a Storm después de un «Crusifix Roll-up».
  - Storm avanzó a semifinales después que Ken Anderson no se presentara debido a una lesión.
- Scott Steiner derrotó al Campeón Nacional de la NWA Aron Stevens (con Question Mark) por descalificación.
  - El árbitro descalificó la lucha después que Mark interfirió a favor de Stevens.
  - Como resultado, Stevens retuvo el título.
  - Después de la lucha, Steiner atacó a Mark.
- Nick Aldis derrotó a Flip Gordon.
  - Aldis cubrió a Gordon con un «Roll-Up».
  - El Campeonato Mundial Peso Pesado de la NWA de Aldis no estuvo en juego.
- Ricky Starks derrotó a Trevor Murdoch y ganó el inaugural Campeonato Mundial Televisivo de la NWA.
  - Starks cubrió a Murdoch después de un «Stroke».

### 2021
Hard Times 2 tuvo lugar el 4 de diciembre de 2021 desde el GPB Studios en Atlanta, Georgia.
- Pre-Show: Matthew Mims (con Anthony Mayweather) derrotó a Jax Dane.(6:01)
  - Mims cubrió a Dane con un «Crucifix Hold».
  - Durante la lucha, Mayweather interfirió a favor de Mims.
- Pre-Show: The Hex (Allysin Kay & Marti Belle) derrotaron a Kylie Rae & Tootie Lynn, Lady Frost & Natalia Markova y Jennacide & Paola Blaze (con Taryn Tarrell) y retuvieron el Campeonato Mundial Femenino en Parejas de la NWA.(6:34)
  - Kay cubrió a Lynn después de un «Hex Marks The Spot».
- Pre-Show: Homicide ganó el Junior Heavyweight Gauntlet Match y obtuvo una oportunidad por el Campeonato Mundial Peso Pesado Junior de la NWA.(21:30)
  - Homicide cubrió a Kerry después de un «Cogy Cutter» desde la tercera cuerda.
  - Originalmente, Darius Lockhart iba a participar pero fue reemplazado por Ricky Morton debido a que no tenía el alta médica para competir.

| Entrada | Entrada           | Eliminado Por | Eliminado Por | Tiempo |
| ------- | ----------------- | ------------- | ------------- | ------ |
| 1       | Luke Hawx         | 9             | Kerry         |        |
| 2       | Kerry Morton      | 11            | Homicide      |        |
| 3       | Sal Rinauro       | 1             | Luke          |        |
| 4       | Ariya Daivari     | 2             | PJ            |        |
| 5       | PJ Hawx           | 10            | Homicide      |        |
| 6       | C.W. Anderson     | 4             | Kerry         |        |
| 7       | Alex Taylor       | 3             | Anderson      |        |
| 8       | Homicide          | -             | GANADOR       | 20:00  |
| 9       | Victor Benjamin   | 5             | Homicide      |        |
| 10      | Ricky Morton      | 8             | Luke          |        |
| 11      | Jeremiah Plunkett | 6             | Ricky         |        |
| 12      | Jamie Stanley     | 7             | Ricky         |        |

- Austin Aries derrotó a Rhett Titus y ganó una oportunidad por el Campeonato Mundial Peso Pesado Junior de la NWA.(9:03)
  - Aries cubrió a Titus después de un «Brainbuster».
- The OGK (Matt Taven & Mike Bennett) derrotaron a Aron Stevens & JR Kratos y retuvieron el Campeonato Mundial en Parejas de ROH.(10:57)
  - Taven cubrió a Stevens después de un «Forearm Smash» de Bennett.
- Colby Corino (con Jay Bradley & Wrecking Ball Legursky) derrotó a Doug Williams.(8:46)
  - Corino cubrió a Williams después de un «Crucifix Driver».
  - Durante la lucha, The Fixers interfirieron a favor de Corino.
- Mickie James derrotó a Kiera Hogan y retuvo el Campeonato de Knockouts de Impact.(8:46)[5]
  - James cubrió a Hogan después de revertir un «Diving Crossbody» en un «Roll-Up».
  - Después de la lucha, ambas se abrazaron en señal de respeto.
- Tyrus (con Austin Idol, BLK Jeez & Jordan Clearwater) derrotó a Cyon en un No Disqualification Match (con The Pope como árbitro especial invitado) y retuvo el Campeonato Mundial Televisivo de la NWA.(15:54)
  - Tyrus cubrió a Cyon después de un «Heart Punch».
  - Durante la lucha, Idol, Jeez y Clearwater interfirieron a favor de Tyrus, mientras que The Pope interfirió a favor de Cyon.
- Chris Adonis derrotó a Judais (con Father James Mitchell) y retuvo el Campeonato Nacional de la NWA.(10:53)
  - Adonis dejó inconsciente a Judais con un «Master Lock».
- La Rebelión (Bestia 666 & Mecha Wolf 450) derrotaron a The End (Odinson & Parrow) y retuvieron el Campeonato Mundial en Parejas de la NWA.(7:47)
  - Wolf 450 cubrió a Parrow después de un «450º Splash».
  - Después de la lucha, aparecieron  JTG acompañado de Dirty Dango encarando a los campeones.
- Nick Aldis derrotó a Thom Latimer.(11:16)
  - Aldis cubrió a Latimer con un «Jacknife Hold».
  - Si la lucha terminaba por descalificación, ambos hubieran sido suspendidos por 8 semanas.
- Kamille derrotó a Melina y retuvo el Campeonato Mundial Femenino de la NWA.(12:42)[6]
  - Kamille cubrió a Melina después de un «Spear».
- Trevor Murdoch derrotó a Mike Knox y retuvo el Campeonato Mundial Peso Pesado de la NWA.(8:15)[7][8]
  - Murdoch cubrió a Knox después de un «Diving Bulldog».
  - Después de la lucha, Knox y Matt Cardona atacaron a Murdoch y The Pope.

### 2022
Hard Times III: In New Orleans tuvo lugar el 12 de noviembre de 2022 desde el Frederick J. Sigur Civic Center en Chalmette, Luisiana.

#### Resultados[10]
- Pre-Show: Mims derrotó a Anthony Andrews reteniendo su oportunidad al Campeonato Mundial Televisivo de NWA.(5:08)
  - Mims cubrió a Andrews después de un "Big Strong Slam".
- Pre-Show: Slime SZN (J. Spade & Bu Ku Dao) derrotaron a The Miserably Faithful (Gagz the Gimp & Sal the Pal) reteniendo los Campeonatos en Parejas de Wildkatz Promotions.(6:58)
- Pre-Show: The Pope, Anthony Mayweather & JTG derrotaron a Mercurio, Alex Taylor, & Jax Dane (con CJ, Chris Silvio, Esq., Danny Dealz, & Magic Jake Dumas) en un Hardcore Team War Match.(10:30)
- Pre-Show: Jordan Clearwater derrotó a AJ Cazana ganando el vacante Campeonato Mundial Televisivo de NWA.[11]
- Max The Impaler (con Father James Mitchell) derrotó a Natalia Markova en un Voodoo Queen Casket Match
  - Max metió a Markova dentro de un ataúd, ganando la lucha.
  - Durante el combate, Mitchell y Sal The Pal interfirieron a favor de Max.
- Davey Richards (c) derrotó a Colby Corino por rendición y retuvo el Campeonato Nacional Peso Abierto de MLW
  - Richards forzó a Corino a rendirse con un «Ankle Lock».
- The Question Mark II derrotó a The Question Mark (con Aron Stevens) en un Mask vs. Mask Match.
  - Mark II cubrió a Mark después de aplicarle un «The Spike».
  - Cómo consecuencia, Mark tuvo que quitarse la máscara, sin embargo Stevens lo tapo con una toalla antes de revelar su cara y huyendo en el proceso.
- Kerry Morton (con Ricky Morton) derrotó a Homicide (c) y ganó el Campeonato Mundial Junior Peso Pesado de NWA.[12]
  - Kerry cubrió a Homicide después de aplicarle un "Koji Cutter".
- "Thrillbilly" Silas Mason derrotó a Odinson.[13][14]
  - Mason cubrió a Odinson después de aplicarle un «Black Hole Slam».
- The Fixers (Jay Bradley & Wrecking Ball Legursky) (c) derrotaron a The Spectaculars (Rush Freeman & Brady Pierce) (con Rolando Freeman) reteniendo los Campeonatos en Parejas de los Estados Unidos de NWA.(9:15)
  - Legursky cubrió a Freeman después de aplicarle junto a Bradley un "Double Chokeslam".
- Cyon (c) (con Austin Idol) derrotó a Dak Draper y retuvo el Campeonato Nacional Peso Pesado de NWA.(6:01)
  - Cyon cubrió a Draper después de aplicarle un "Rolling Death Valley Driver".
- Pretty Empowered (Ella Envy & Kenzie Paige) (c) derrotaron a Madi & Missa Kate reteniendo los Campeonatos Mundiales Femeninos en Parejas de NWA.(8:13)
  - Paige cubrió a Kate después de aplicarle un «3-D» en conjunto con Envy.
  - Durante el combate, Madi abandonó a Kate.
- EC3 derrotó a Thom Latimer por descalificación.
- La Rebelión (Bestia 666 & Mecha Wolf) (c) (con Damián 666) derrotaron Hawx Aerie (Luke Hawx & PJ Hawx) reteniendo los Campeonatos Mundiales en Parejas de NWA.
  - Wolf cubrió a Luke con un «Roll-Up» después de un "Poison Mist".
- Kamille (c) derrotó a KiLynn King y a Chelsea Green reteniendo el Campeonato Mundial Femenino de la NWA.
  - Kamille cubrió a Green después de aplicarle una "Spear".
- Tyrus derrotó a Trevor Murdoch (c) y a Matt Cardona ganando el Campeonato Mundial Peso Pesado de NWA.[15][16][17][18]
  - Tyrus cubrió a Murdoch después de aplicarle un "Chokeslammed".
  - Después del combate, todos los miembros de The Idol Sport Managment salieron a celebrar con Tyrus.

### 2024
NWA Hard Times 4 tendrá lugar el 2 de marzo de 2024 desde el Dothan Civic Center en Dothan, Alabama.

#### Resultados
- Joe Alonzo derrotó a Colby Corino (c) y ganó el Campeonato Mundial Junior Peso Pesado de NWA. (8:20)
  - Alonzo cubrió a Colby después de aplicarle un «Face Buster».
  - Este combate se emitió el 9 de abril.
- La Rosa Negra & Ruthie Jay derrotaron a Reka Tehaka & Tiffany Nieves. (6:06)
  - Negra cubrió a Tehaka después de aplicarle un «Cookie Splash».
  - Este combate se emitió el 9 de abril.
- Spencer Slade (con Rolando Freeman) derrotó a "Magic" Jake Dumas. (5:40)
  - Slade cubrió a Dumas después de aplicarle un «Avalanche Slam» desde la segunda cuerda.
  - Durante el combate, Freeman interfirió a favor de Slade.
  - Este combate se emitió el 9 de abril.
- The King Bees (Danni Bee & Charity King) (c) derrotaron a Pretty Empowered (Ella Envy & Kylie Paige) [2-1] en un Pretty Rules 2-Out Of 3 Falls Match y retuvieron los Campeonatos Mundiales Femeninos en Parejas de NWA. (7:58)[19]
  - Bee cubrió a Envy con un «School Boy Pin». [1-0] (0:16)
  - Kylie cubrió a Bee después de aplicarle una «Dropkick» en el primer esquinero. [1-1] (4:06)
  - King cubrió a Envy después de aplicarle un «King's Casket». [2-1] (7:58)
  - Este combate se emitió el 9 de abril.
- The Fixers (Jay Bradley & Wrescking Ball Legursky) derrotaron a Tim Storm & J.A.C. (6:57)
  - Legursky cubrió a J.A.C después de aplicarle un «Legursky Slam».
  - Este combate se emitió el 16 de abril.
- Taylor Rising derrotó a Miss Starr. (4:48)
  - Rising cubrió a Starr con un «Roll-Up».
  - Este combate se emitió el 16 de abril.
- Blunt Force Trauma (Carnage & Damage) (c) (con Aron Stevens) derrotaron a The Immortals (JR Kratos & Odinson) reteniendo los Campeonatos Mundiales en Parejas de NWA. (7:57)[20]
  - Carnage cubrió a Odinson después de aplicarle un «DropKick».
  - Antes del combate, Kratos & Odinson dejaron vacantes los Campeonatos en Parejas de los Estados Unidos de NWA para obtener está oportunidad titular.
  - Durante el combate, Stevens interfirió a favor de BFT.
  - Este combate se emitió el 16 de abril.
- Daisy Kill & Talos derrotaron a Alex Misery & Mecha Wolf. (6:51)
  - Talos cubrió a Wolf después de aplicarle una «Big Boot» seguido de aplicarle una «SpineBuster» a Misery sobre Wolf.
  - Este combate se emitió el 23 de abril.
- Kenzie Paige (c) derrotaron a Natalia Markova y retuvo el Campeonato Mundial Femenino de NWA. (8:05)
  - Kenzie cubrió a Markova después de aplicarle un «Kenzie Cutter».
  - Este combate se emitió el 23 de abril.
- The Miserably Faithful (Gaagz The Gymp, Judais & Max The Impaler (con Father James Mitchell) derrotaron a Carson Drake & Magnum Muscle (Dak Draper & Mims). (7:07)
  - Max cubrió a Mims después de aplicarle un «Closeline & Spear Combo» en conjunto con Judais.
  - Durante el combate, Sal Vation interfirió a favor de Miserably Faithful.
  - Después del combate, tanto Mims como Draper y Drake se atacaron mutuamente.
  - Este combate se emitió el 23 de abril.
- The Kidz (Alexander Lev & Jackson Drake) derrotaron a The Slimeballz (Sage Chantz & Tommy Rant) (7:21)
  - Lev cubrió a Rant después de un «Swanton Bomb» de Jackson.
  - Este combate se emitió el 30 de abril.
- AJ Cazana (con Joe Cazana & KC Cazana) derrotó a Anthony Andrews (con Austin Idol & Zyon) en un Last Call Match. (4:23)
  - AJ cubrió a Andrews con un «PowerSlam».
  - Cómo consecuencia, por la estipulación, el ganador debe elegir que miembro entre Andrews, Zyon y Austin Idol sea despedido de la NWA; Andrews fue elegido y, por tanto, despedido.
  - Este combate se emitió el 30 de abril.
- Mike Knox & Trevor Murdoch derrotaron a The Southern 6 (Alex Taylor & Kerry Morton) (con Ricky Morton) en un Tag Team Cage Match. (10:29)[21]
  - Knox & Murdoch ganaron la lucha al salir de la jaula.
  - Durante el combate, Eric Smalls interfirió a favor de Knox & Murdoch, mientras que Ricky interfirió a favor de Kerry.
  - Este combate se emitió el 30 de abril.
- A.J. Francis derrotó a Bryan Idol en un No Disqualification Match. (7:05)
  - Francis cubrió a Idol después de aplicarle un «ChokeSlam» sobre una mesa.
  - Este combate se emitió el 7 de mayo.
- Thom Latimer derrotó a Blake Troop (con Chris Silvio Esq.), Burchill y a Zyon (con Austin Idol) ganando el vacante Campeonato Nacional Peso Pesado de NWA. (5:20)[22]
  - Latimer cubrió a Troop con «Pop-Up PowerBomb».
  - Este combate se emitió el 7 de mayo.
- EC3 (c) derrotó a "Thrillbilly" Silas Masón y retuvo el Campeonato Mundial Peso Pesado de NWA. (12:49)[23]
  - EC3 cubrió a Mason después de aplicarle un «The One Percent».
  - Este combate se emitió el 7 de mayo.

### 2025
NWA Hard Times V tendrá lugar el 22 de marzo de 2025 desde el Dothan Civic Center en Dothan, Alabama.
- The Colóns (Eddie Colón & Orlando Colón) derrotaron a Daisy Kill & Talos, The Immortals (Kratos & Odinson) y a Blunt Force Trauma (Carnage & Damage) en un Four-way Tag Team Elimination Match clasificando al Crockett Cup 2025. (12:05)
  - Kill a Damage con un «Roll-Up». (6:09)
  - Odinson cubrió a Kill después de aplicarle un «Asgardian Pounce». (6:39)
  - Eddie cubrió a Kratos después de aplicarle un «Backstabber». (12:05)
  - Este combate fue emitido el 3 de junio.
- Crazzy Steve derrotó a Damien Fenrir por decisión del árbitro. (5:38)
  - El árbitro detuvo el combate después de que Steve le aplicará un «Mandibule Claw» a Fenrir.
  - Este combate fue emitido el 3 de junio.
- Mims (c) (con BLK Jeez) derrotó a Wrecking Ball Legursky y retuvo el Campeonato Nacional Peso Pesado de NWA. (9:02)[26]
  - Mims cubrió a Legursky después aplicarle un «Closetine».
  - Durante el combate, Jeez interfirió a favor de Mims
  - Durante el combate, apareció un encapuchado para golpear a Legursky, revelándose después que era Jay Bradley.
  - Después del combate, Bradley atacó a Legursky con una cadena.
  - Este combate se emitió el 3 de junio.
- EC3 & Pretty Boy Smooth (con Pastor C-Lo) derrotaron a Burchill & Joe Ocasio. (6:35)
  - EC3 cubrió a Burchill después de aplicarle un «One Percenter».
  - Durante el combate, C-Lo interfirió a favor de EC3 & Smooth.
  - Este combate se emitió el 10 de junio.
- Slade derrotó a Hunter Drake por rendición. (7:54)
  - Slade forzó a Drake a rendirse con un «Kneeling Inverted Sharpshooter».
  - Este combate se emitió el 10 de junio.
- Colby Corino derrotó a Frank (con Austin Idol) en la Final del Dane Memorial Heavyweight Tournament ganando una oportunidad por el Campeonato Mundial Peso Pesado de NWA. (9:26)
  - Corino cubrió a Frank después de revertir un «Chokeslam» en un «Roll-Up».
  - Este combate se emitió el 10 de junio.
- The Lost (Alex Misery, Lev & Gaagz the Gymp) derrotaron a Tyler Franks & Size Matters (Eric Smalls & Sam Stackhouse). (7:03)[27]
  - Misery cubrió a Franks después de aplicarle un «Tombstone Piledriver».
- Jay Bradley derrotó a Slex. (4:17)
  - Bradley cubrió a Slex después de aplicarle un «Clothesline».
  - Este combate se emitió el 17 de junio.
- The Temple of Duum (Stone Rockwell & The Beastman) derrotaron a Baron Von Storm & Brandon Barretta. (5:28)[28][29]
  - Rockwell cubrió a Barretta después de aplicarle un «PitFall» en conjunto con Beastman.
  - Después del combate, Storm atacó a Rockwell con un «Claw».
  - Este combate se emitió el 17 de junio.
- TVMA (Tiffany Nieves & Valentina Rossi) (con Miss Starr) derrotaron a Kenzie Paige & Big Mama (c) ganando los Campeonatos Mundiales Femeninos en Parejas de NWA. (6:33)[30]
  - Nieves cubrió a Mama con un «Small Package».
  - Este combate se emitió el 24 de junio.
- Mike Mondo derrotó a Zyon (con Austin Idol). (7:45)[31]
  - Mondo cubrió a Zyon después de aplicarle un «Gut Check».
  - Este combate se emitió el 24 de junio.
- The Southern Six (Kerry Morton & Alex Taylor) derrotaron a The Country Gentlemen (AJ Cazana & KC Cazana) (c) (con Joe Cazana) y ganaron los Campeonatos en Parejas de los Estados Unidos de NWA. (9:04)[32][33]
  - Morton cubrió a KC con un «Inside Cradle».
  - Durante el combate, Joe interfirió a favor de Country Gentlemen.
  - Este combate se emitió el 24 de junio.

- "Thrillbilly" Silas Mason derrotó a Bryan Idol en un No Limits Match. (8:29)
  - Mason cubrió a Idol después de aplicarle un «Thrillride».
  - Este combate se emitió el 1 de julio.
- Natalia Markova derrotó a Kylie Paige y ganó una oportunidad por el Campeonato Mundial Femenino de NWA en NWA 77th Anniversary Show. (11:41)
  - Markova cubrió a Kylie después de aplicarle un «Double UnderHook DDT».
  - Este combate se emitió el 1 de julio.

- Mike Knox & Trevor Murdoch (c) derrotaron a The Slimeballz (Sage Chantz & Tommy Rant) en un Ladder match y retuvo los Campeonatos Mundiales en Parejas de NWA. (11:23)
  - Este combate se emitió el 8 de julio.
- Thom Latimer (c) derrotó a Carson Bartholomew Drake y retuvo el Campeonato Mundial Peso Pesado de NWA. (13:13)
  - Latimer cubrió a Drake con un «Pop-Up PowerBomb».
  - Después del combate, apareció Rhino y atacó a Drake con un «Gore».
  - Este combate se emitió el 8 de julio.